# Rigas spårväg

Linjekarta

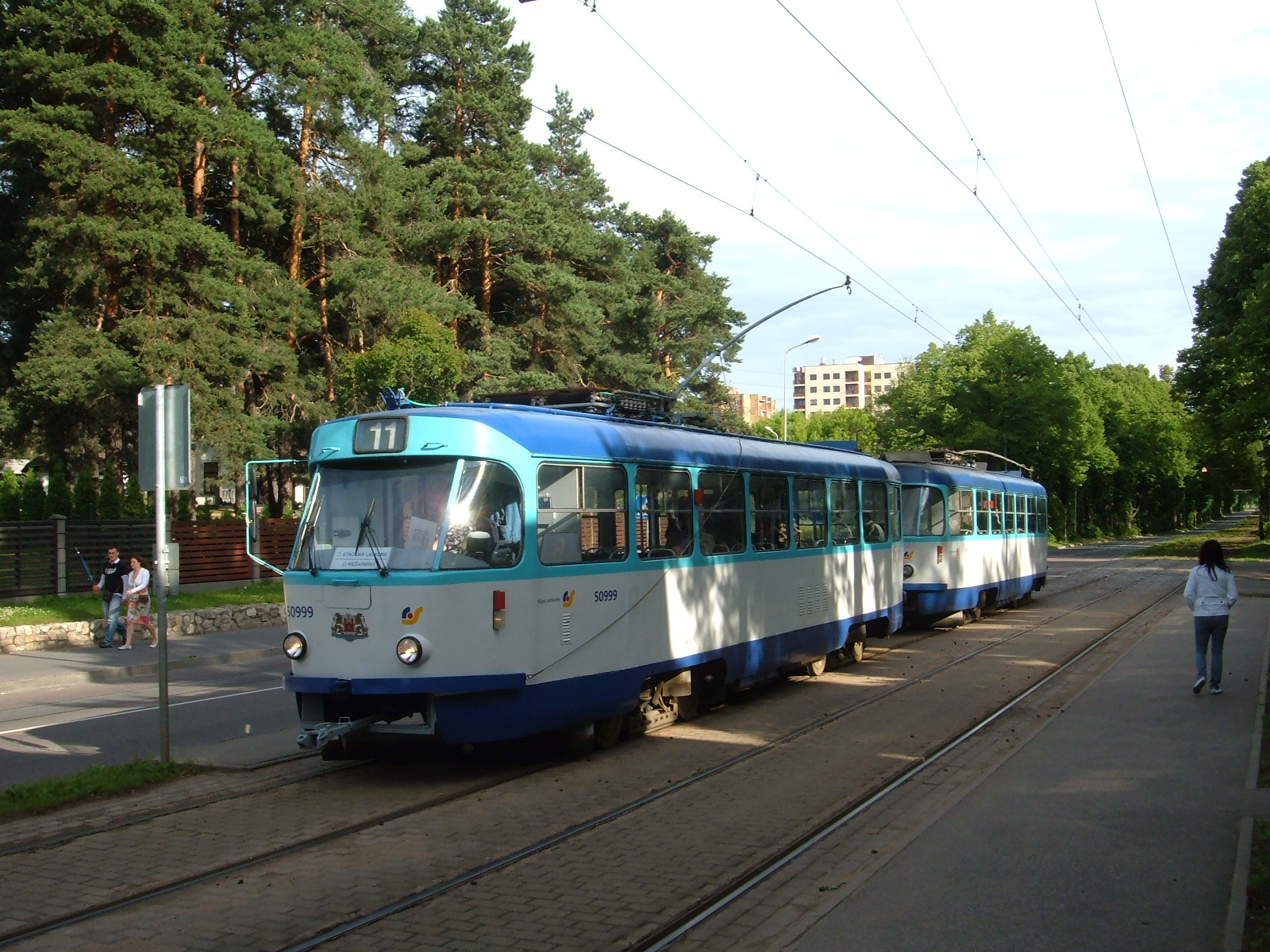
Tatra T3 i Mežaparks

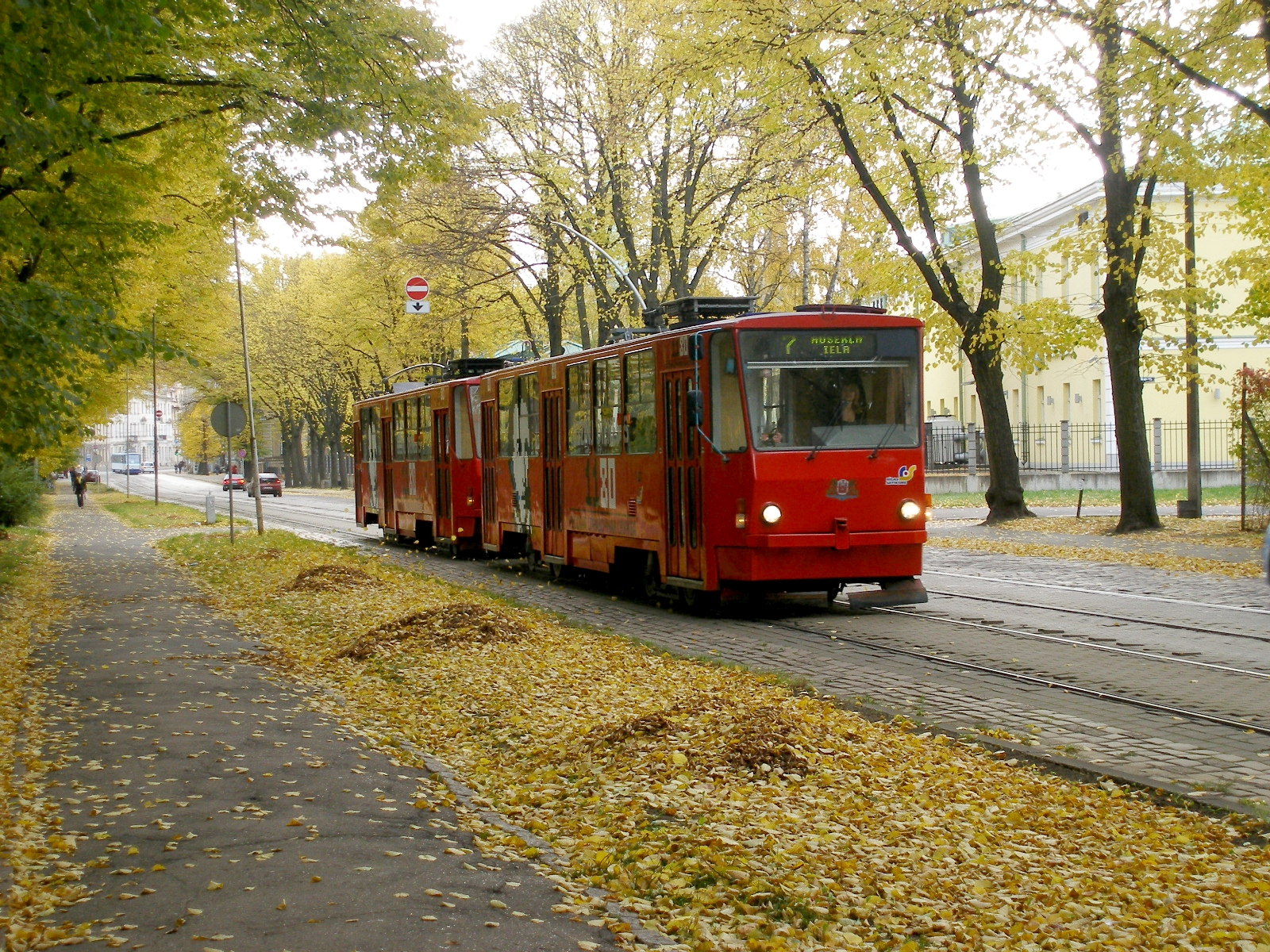
Tatra T6B5 på Kronvaldaboulevarden, 2008

Rigas spårväg är en del av lokaltransportsystemet i Riga i Lettland.
I Lettland finns spårvägsnät i Riga, Daugavpils och Liepāja. I Riga öppnades den första spårvägslinjen med hästspårvagn 1882, och hade så småningom 95 hästar.  Från 1900 elektrifierades spårvägen och fram till första världskrigets utbrott 1914  byggdes nätet ut i snabb takt till 110 kilometers längd och 16 linjer. Därefter har nätet stagnerat och senare minskat fram till 1984, då en ny linje till Imanta öppnades.
Spårvägen har rysk spårvidd (1 524 millimeter).

## Linjer
| Linje | Ändhållplatser                                                  |
| ----- | --------------------------------------------------------------- |
| 10    | Imanta – Jugla                                                  |
| 2     | Centrāltirgus (Rigas centralmarknad) – Tapešu iela              |
| 3     | Jugla – Tirdzniecības centrs "Dole"                             |
| 5     | Iļģuciems – Mīlgrāvis                                           |
| 7     | Ausekļa iela – Tirdzniecības centrs "Dole"                      |
| 9     | Bryggeriet Aldaris, Sarkandaugava – Tirdzniecības centrs "Dole" |
| 10    | Centrāltirgus (Rigas centralmarknad) – Bišumuiža                |
| 11    | Ausekļa iela – Mežaparks                                        |

## Fordon
Spårvägen trafikeras med två typer av spårvagnar från ČKD Tatra. Den ena är T3, renoverad som T3A. 
Den andra är ČKD Tatras T6B5, som ursprungligen levererades i 62 exemplar från 1988, varav 30 har renoverats till modell T3MR. 
Sedan 2010 har levererats Škodas låggolvvagn 15T (26 till och med 2012).
| Tillverkare | Typ                  | Leverans   | Antal              | Anmärkningar                         |
| ----------- | -------------------- | ---------- | ------------------ | ------------------------------------ |
| ČKD Tatra   | T3SU                 | 1974–1987  | 190                | Efter modernisering T3A              |
| ČKD Tatra   | Tatra T6B5SU         | 1988–1990  | 062 (32 avställda) | Efter modernisering T3MR             |
| Škoda       | Škoda 15 T (ForCity) | 2010–2011  | 20                 | Tresegments låggolvsspårvagnar       |
| Škoda       | 15T1 Riga (ForCity)  | sedan 2012 | 6 (november 2012)  | Fyrsegmentsversion av Škoda 15T Riga |